# Nowy karakter polski

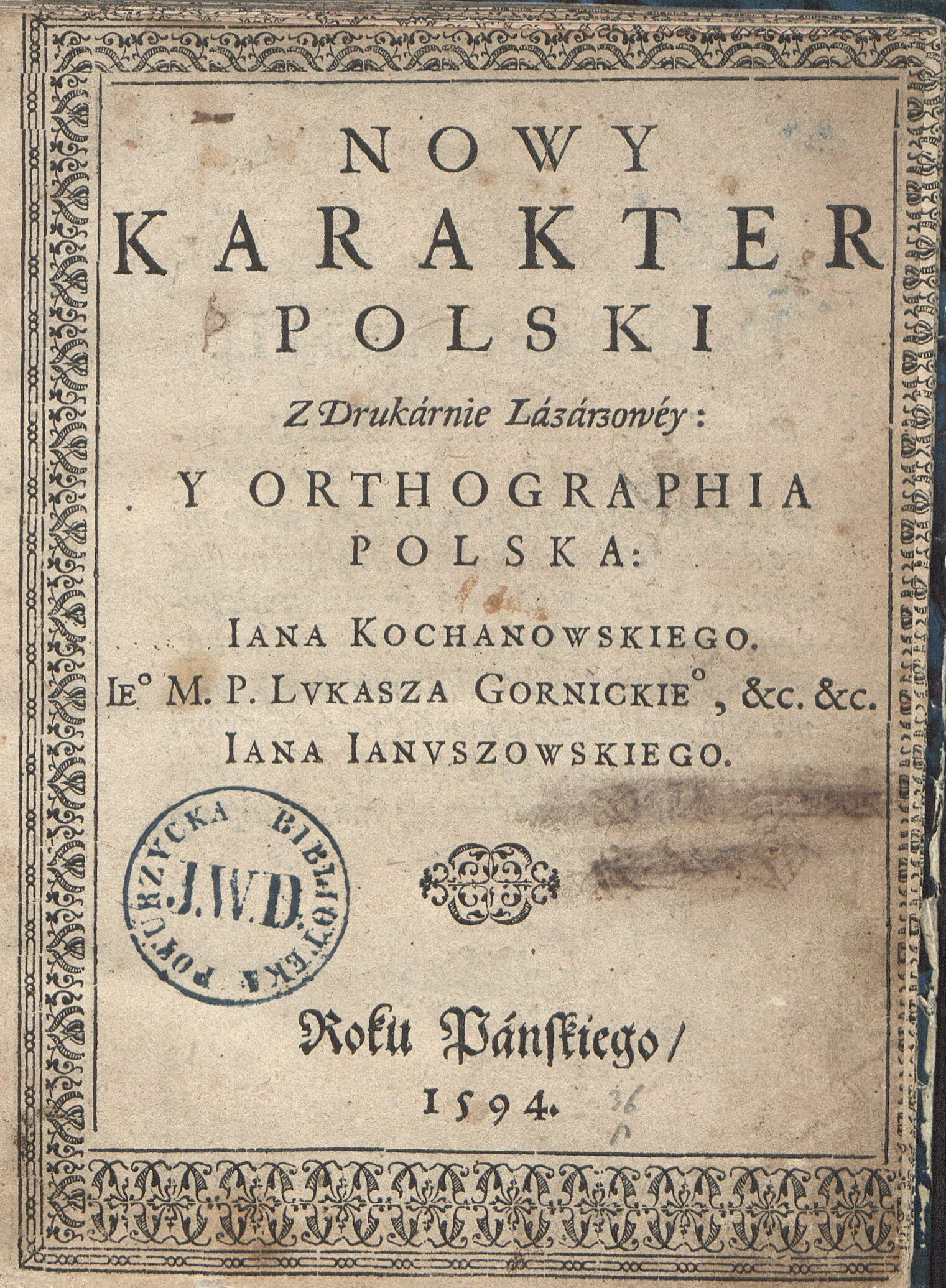
Page de titre de Nowy karakter polski.

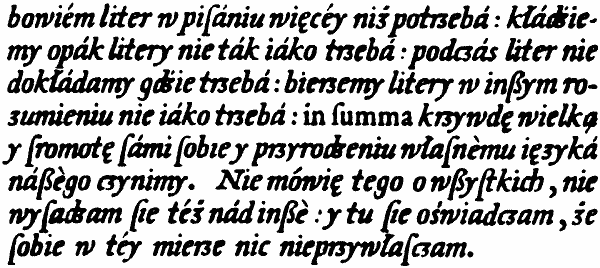
Passage utilisant l’orthographe de Januszowski.

Nowy karakter polski est un livre édité par Jan Januszowski (pl) et publié par la Drukarnia Łazarzowa (pl) en 1594, contenant trois traités sur l’orthographe polonaise, de Łukasz Górnicki, Jan Kochanowski et Januszowski lui-même. Plusieurs nouvelles lettres et ligatures sont proposées pour l’écriture du polonais. Des polices de caractères créées avec ces caractères y sont utilisées.

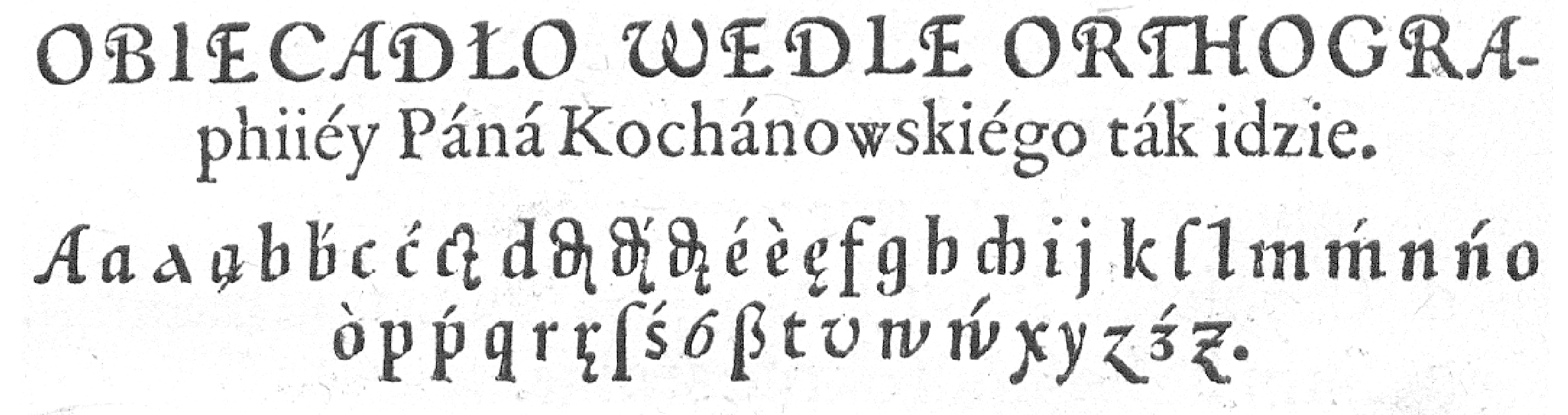
Orthographe de Kochanowski.
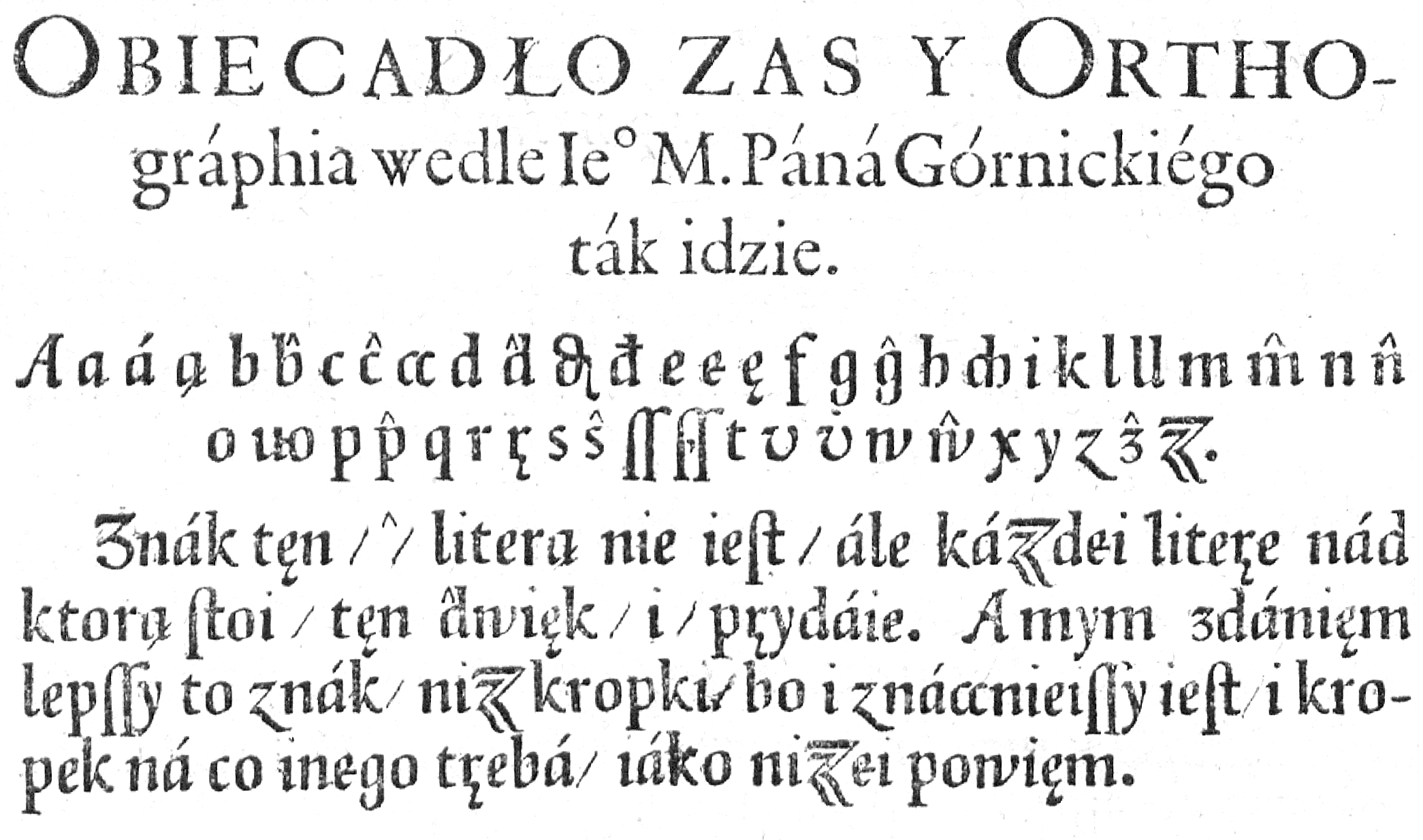
Orthographe de Górnicki.
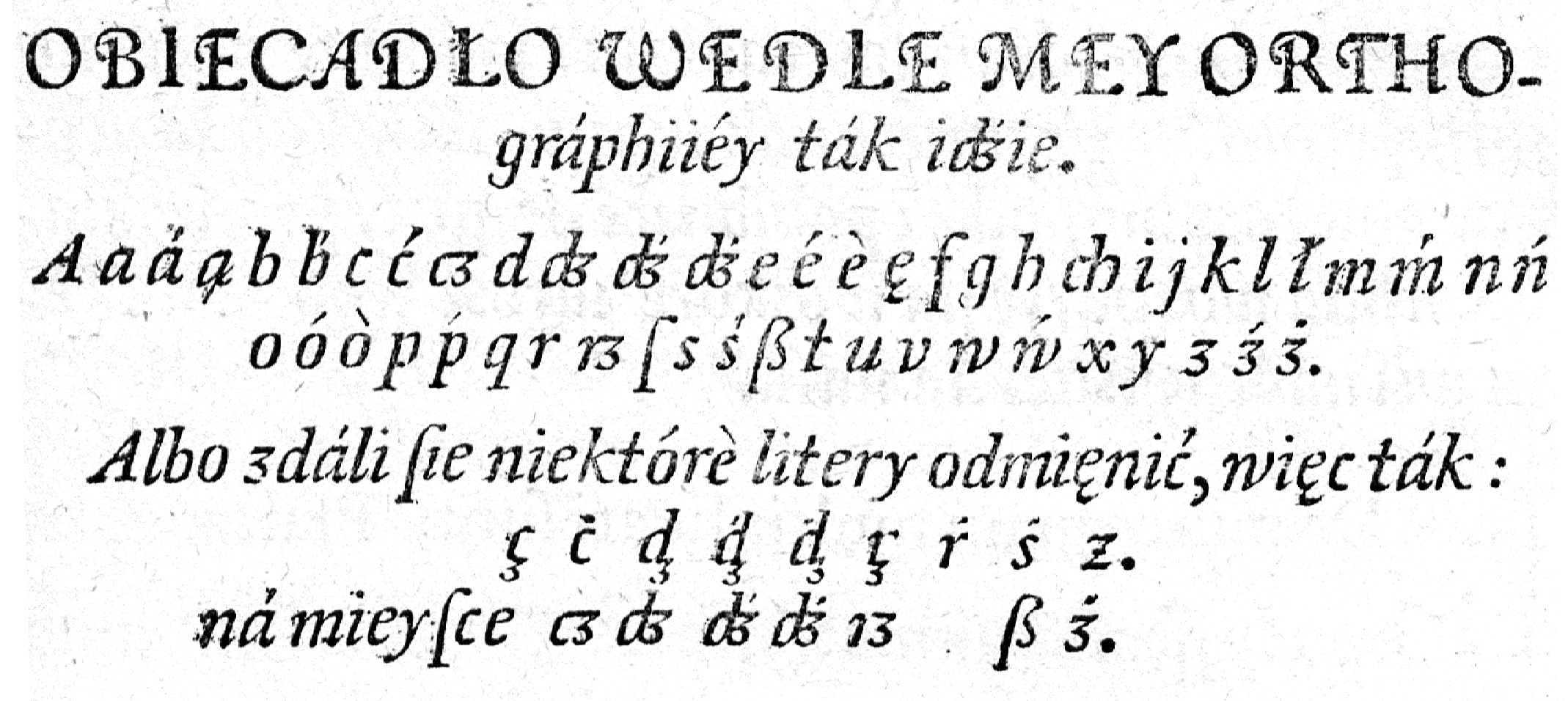
Orthographe de Januszowski.